# Fabian Gottlieb von Bellingshausen
Fabian Gottlieb Thaddeus von Bellingshausen in russo Фаддей Фаддеевич Беллинсгаузен - Faddej Faddeevič Bellinsgauzen? (Gut Lahhentagge, 20 settembre 1778 – Kronštadt, 13 gennaio 1852) è stato un esploratore e militare russo.
Fu ufficiale della marina imperiale russa e comandante della seconda spedizione russa che circumnavigò il globo, durante la quale raggiunse le coste dell'Antartide.

## Biografia
Bellingshausen nacque a Gut Lahhentagge sull'isola del governatorato della Livonia che si chiamava Ösel (ora Saaremaa, Estonia) ed iniziò la sua carriera in marina a 10 anni diplomandosi 8 anni dopo presso l'Accademia navale di Kronštadt.
Nel 1796 affrontò il suo primo viaggio per mare diretto in Inghilterra, nel 1797 raggiunse il grado di guardiamarina.
Dal 1803 al 1806 prestò servizio sulla nave Nadežda e prese parte alla prima circumnavigazione russa del globo comandata da A. J. von Krusenstern (Ivan Kruzenštern). Dopo il viaggio venne promosso e comandò diverse navi sia della flotta baltica sia della flotta del Mar Nero.

## La spedizione
Nel 1819 lo Zar Alessandro I autorizzò una spedizione nei mari del Sud.
La spedizione era composta da due navi: la Vostok, uno sloop-of-war da 900 tonnellate e 117 uomini di equipaggio e la Mirnyj, un vascello da trasporto da 530 tonnellate comandato da Michail Petrovič Lazarev e con a bordo 72 uomini.
Nella terza settimana di luglio salparono alla volta di Portsmouth, Bellingshausen si incontrò a Londra con il presidente della Royal Society, Sir Joseph Banks che 50 anni prima aveva navigato insieme a James Cook e fornì alla spedizione russa libri e cartine per la navigazione. Il 5 settembre del 1819 le navi lasciarono Portsmouth e alla fine dello stesso anno giunsero in vista della Georgia del Sud, da qui si diressero verso sud-est circumnavigando le isole Sandwich meridionali.
Il 26 gennaio 1820 attraversò il Circolo Polare Antartico, il primo attraversamento dopo quello di Cook del 1773. Dai diari di bordo risulta che il giorno seguente arrivò a 20 miglia dall'Antartide, che avrebbe dovuto avvistare, ma probabilmente scambiò per un iceberg.
Il 22 febbraio le due navi incontrarono una tempesta molto forte che durò incessantemente per tre giorni con forti nevicate e ghiaccio, che congelava le cime e la velatura impedendo la visibilità. Bellingshausen decise quindi di fare rotta verso nord e l'11 aprile 1820 la Vostok entrò nel porto di Sydney seguita otto giorni dopo dalla più lenta Mirnyj. Dopo un mese le due navi salparono per una crociera esplorativa nei mari dell'Oceano Pacifico, tornando quindi a Sydney, dove gli giunse la notizia che William Smith, capitano di una baleniera britannica aveva avvistato un gruppo di isole sul 67º parallelo che aveva chiamato isole Shetland Meridionali.
Le due navi salparono l'11 novembre 1820 in direzione sud arrivando all'Isola Macquarie l'ultima settimana di novembre, oltrepassarono il Circolo Polare Antartico e il 21 gennaio avvistarono terra, un'isola che fu chiamata isola Pietro I. Il 28 gennaio avvistarono nuovamente terra, battezzata costa di Alessandro, (l'attuale Isola Alessandro I) connessa con la terraferma tramite la banchisa.
Bellingshausen si diresse poi verso nord e arrivò a Rio de Janeiro in marzo. Il 4 agosto le due navi rientrarono a Kronštadt dopo due anni e 21 giorni di navigazione e con la perdita di tre uomini.
La Russia rimase indifferente alle scoperte fatte da Bellingshausen, i cui scritti vennero pubblicati solo 10 anni dopo.
L'interesse russo per il polo sud rinacque solo quando vi fu spedita una flotta di navi baleniere nel 1946 e con la costruzione della prima base scientifica sovietica in occasione dell'anno geofisico internazionale (1957-58).
Bellingshausen rimase in marina per altri 30 anni, combattendo nella guerra contro la Turchia del 1829. Nel 1839 divenne governatore militare della città di Kronštadt e nel 1843 raggiunse il grado di Ammiraglio.

## Luoghi
A Bellingshausen sono intitolati:
- Mare di Bellingshausen: una porzione del mare che circonda l'Antartide.
- Isola Bellingshausen: un'isola nella Georgia del Sud.
- l'atollo di Bellingshausen (noto anche come Motu One): un'isola dell'arcipelago delle isole della Società.
- Stazione Bellingshausen: una base antartica Russa nell'Isola di re Giorgio in Antartide.
- Le Isole Faddej.

## Controversie
La contesa su chi abbia avvistato per primo il continente antartico è tuttora in corso. L'Inghilterra sostiene sia stato il capitano Edward Bransfield, gli Stati Uniti sostengono che fosse il cacciatore di foche Nathaniel Palmer, mentre i russi insistono su Bellingshausen.